# Bulbostylis pilosa
Bulbostylis pilosa är en halvgräsart som först beskrevs av Carl Ludwig von Willdenow, och fick sitt nu gällande namn av Henri Chermezon. Bulbostylis pilosa ingår i släktet Bulbostylis och familjen halvgräs. Inga underarter finns listade i Catalogue of Life.